# Деалу Секариј (Васлуј)
Деалу Секариј (рум. Dealu Secării) насеље је у Румунији у округу Васлуј у општини Појенешти. Oпштина се налази на надморској висини од 298 m.

## Становништво
Према подацима из 2011. године у насељу је живело 6 становника.